# Grazer Schloßberg
Grazer Schloßberg este o stâncă dolomitică masivă cu o înălțime de 474 m, situată în centrul orașului vechi din Graz, capitala landului Stiria din Austria. 
Grazer Schloßberg se află pe malul râului Mur în apropiere de turnul cu orologiu.
Lângă orologiu se află cazemata și fântâna turcească cu o adâncime de 98 de m. Centrul orașului vechi al orașului este declarat patrimoniu mondial UNESCO.

## Imagini

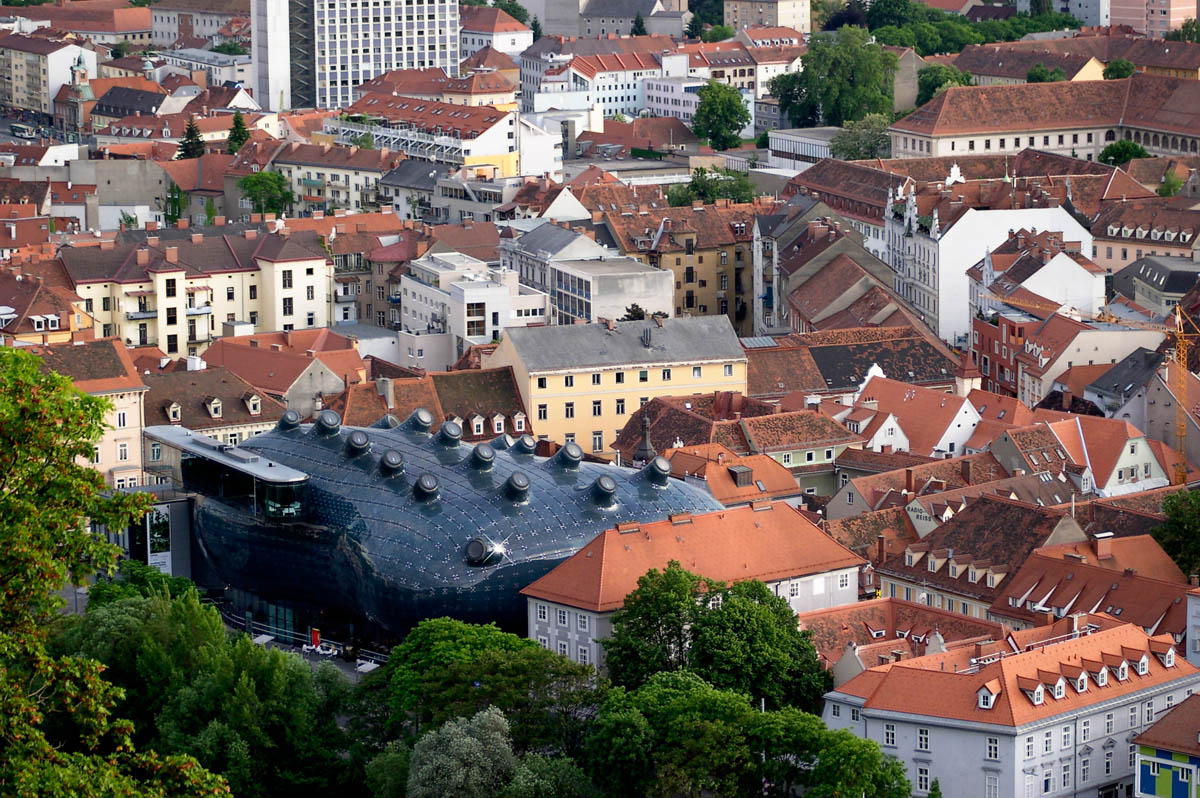
Grazer Kunsthaus, văzut dinspre Schloßberg
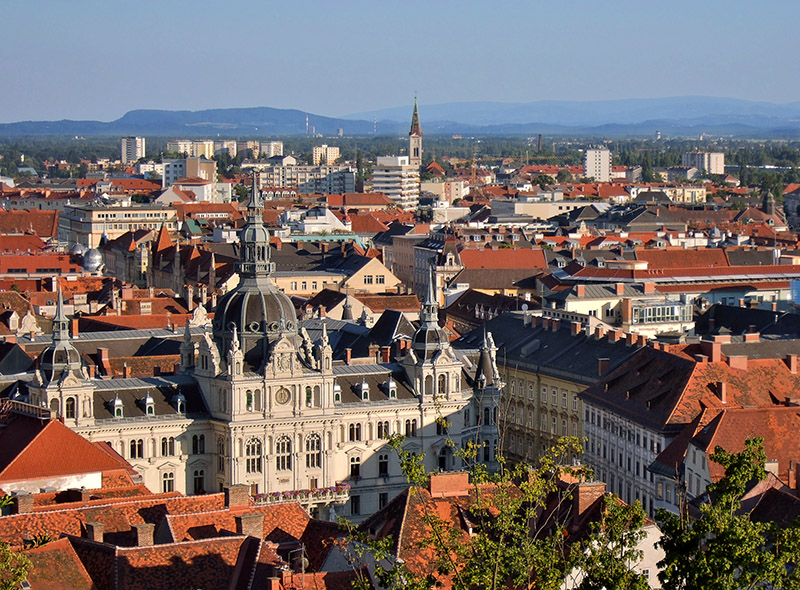
Primăria, văzută dinspre Schloßberg
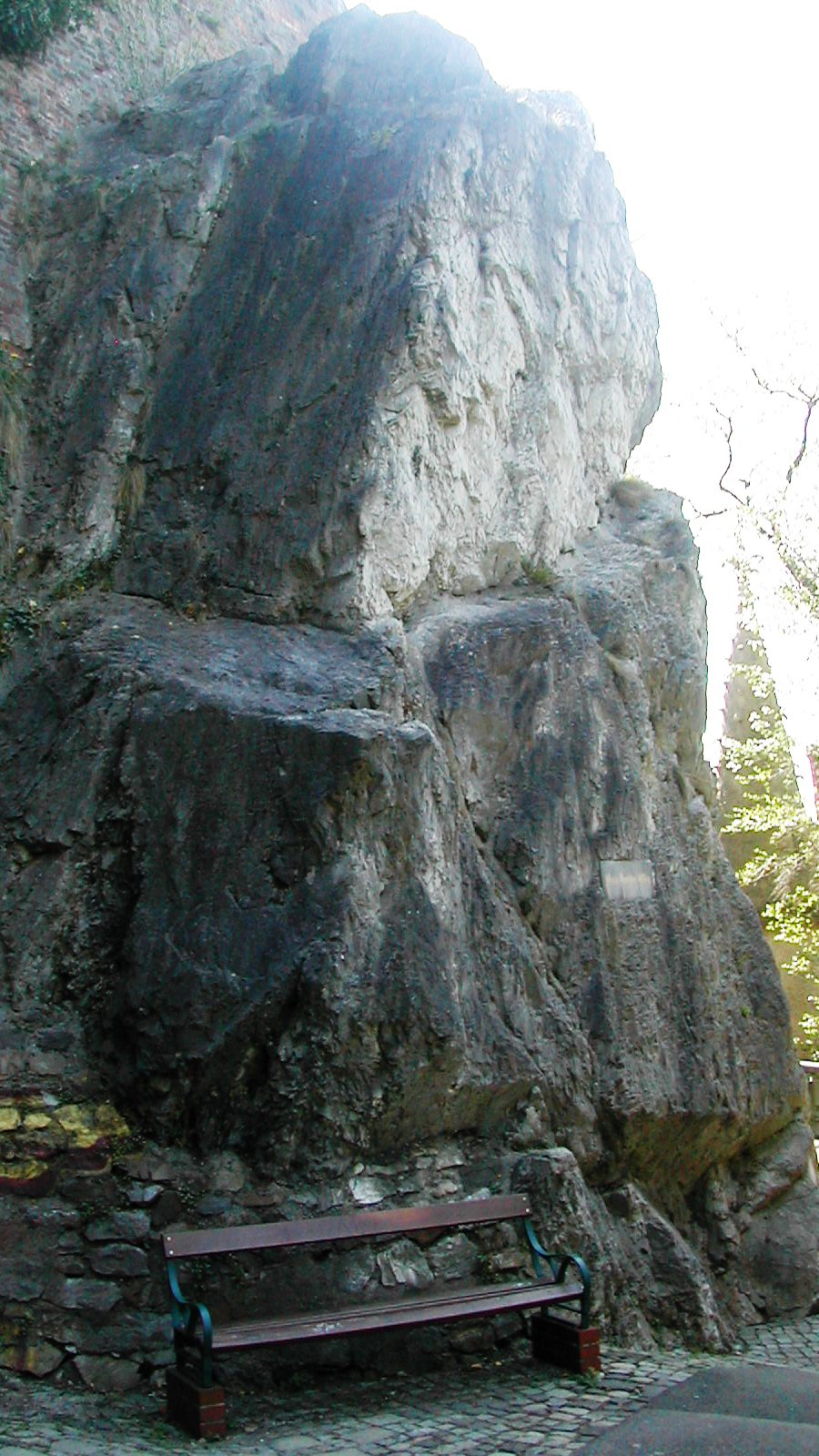
Ursprünglicher Felsgrund beim Starcke-Häuschen
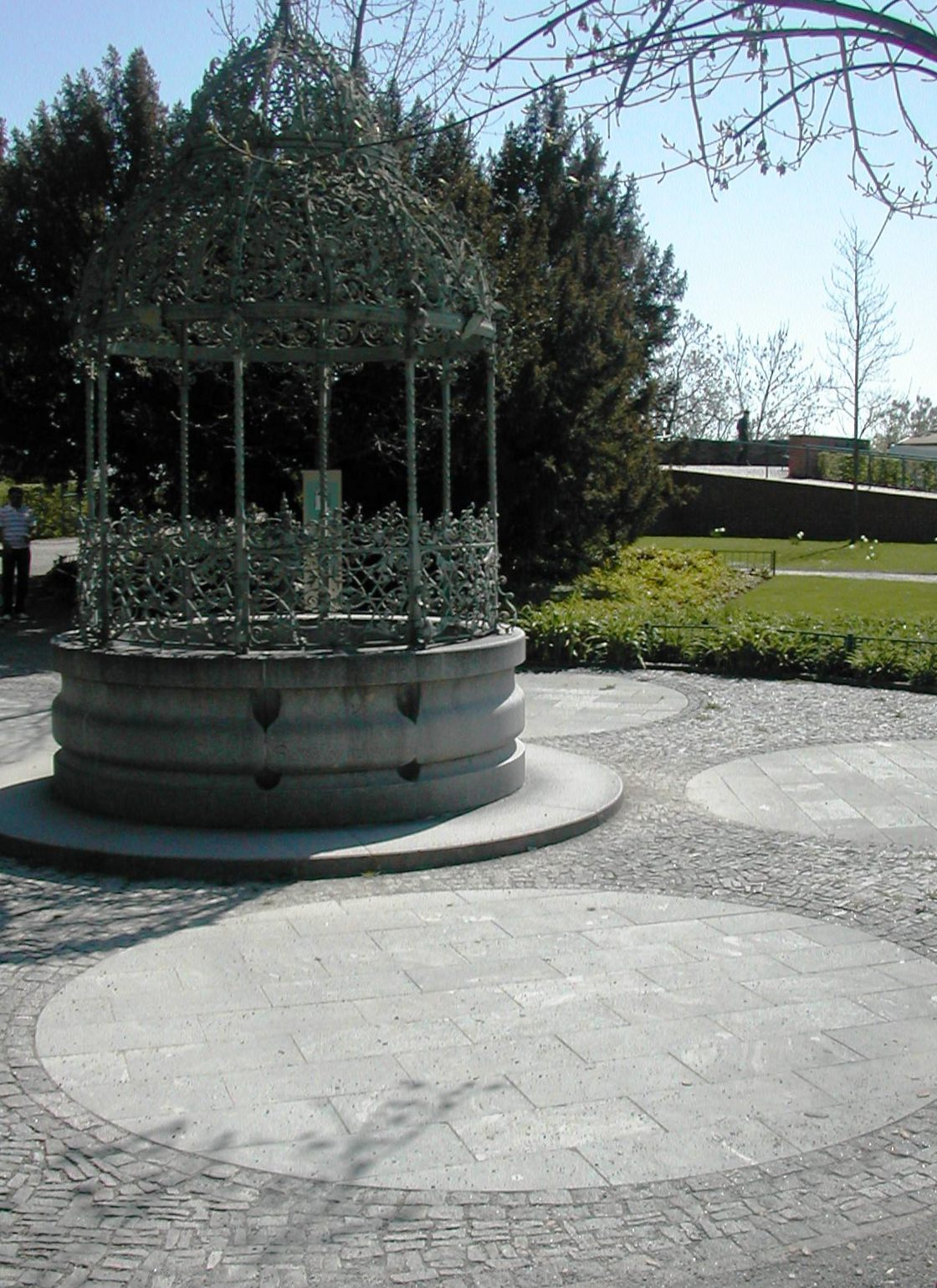
Fântâna. Pietrele de pavaj marchaeză cisterna de dedesubt
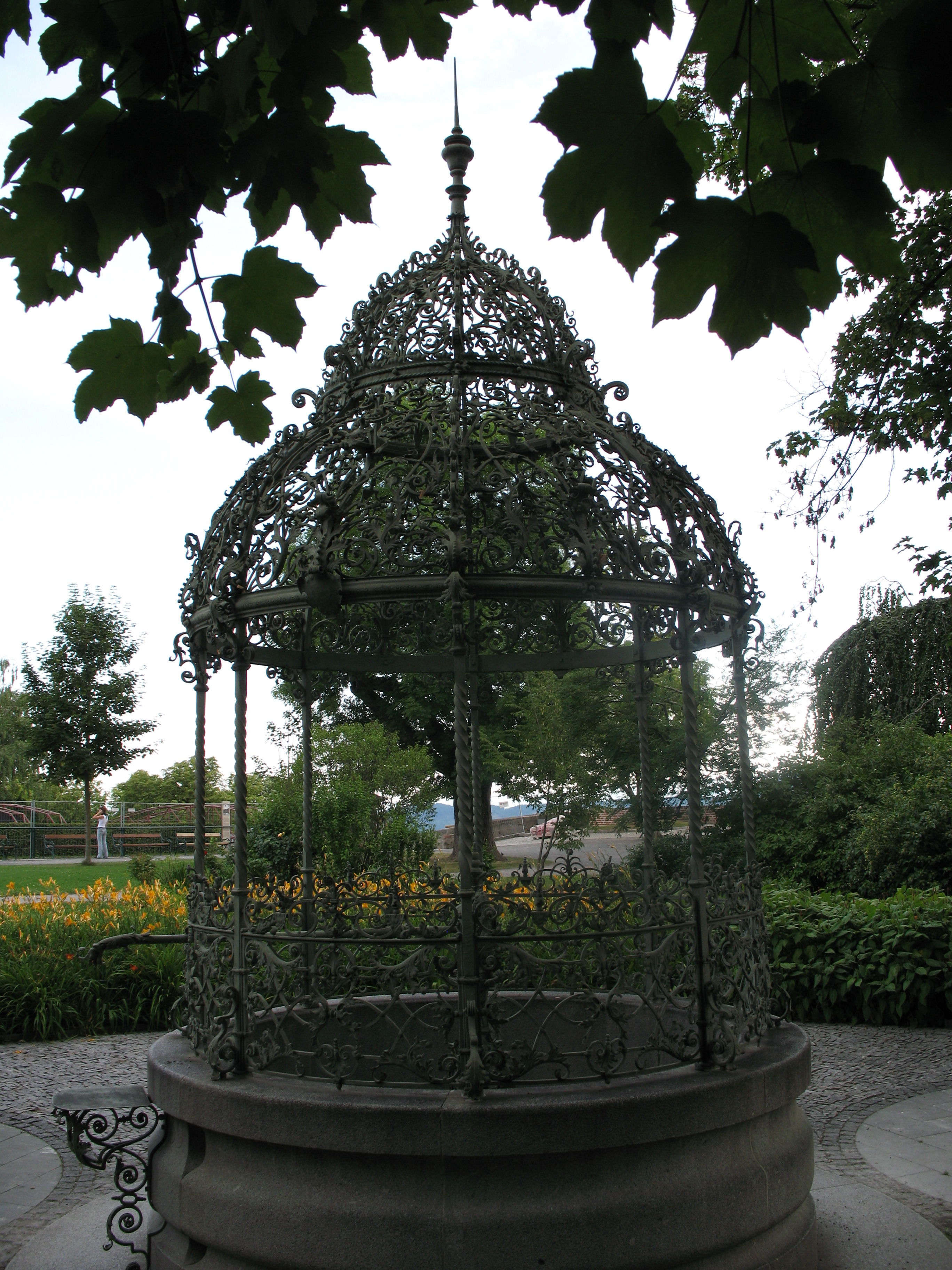
Ghizdul fântânii acoperit cu verdeaţă
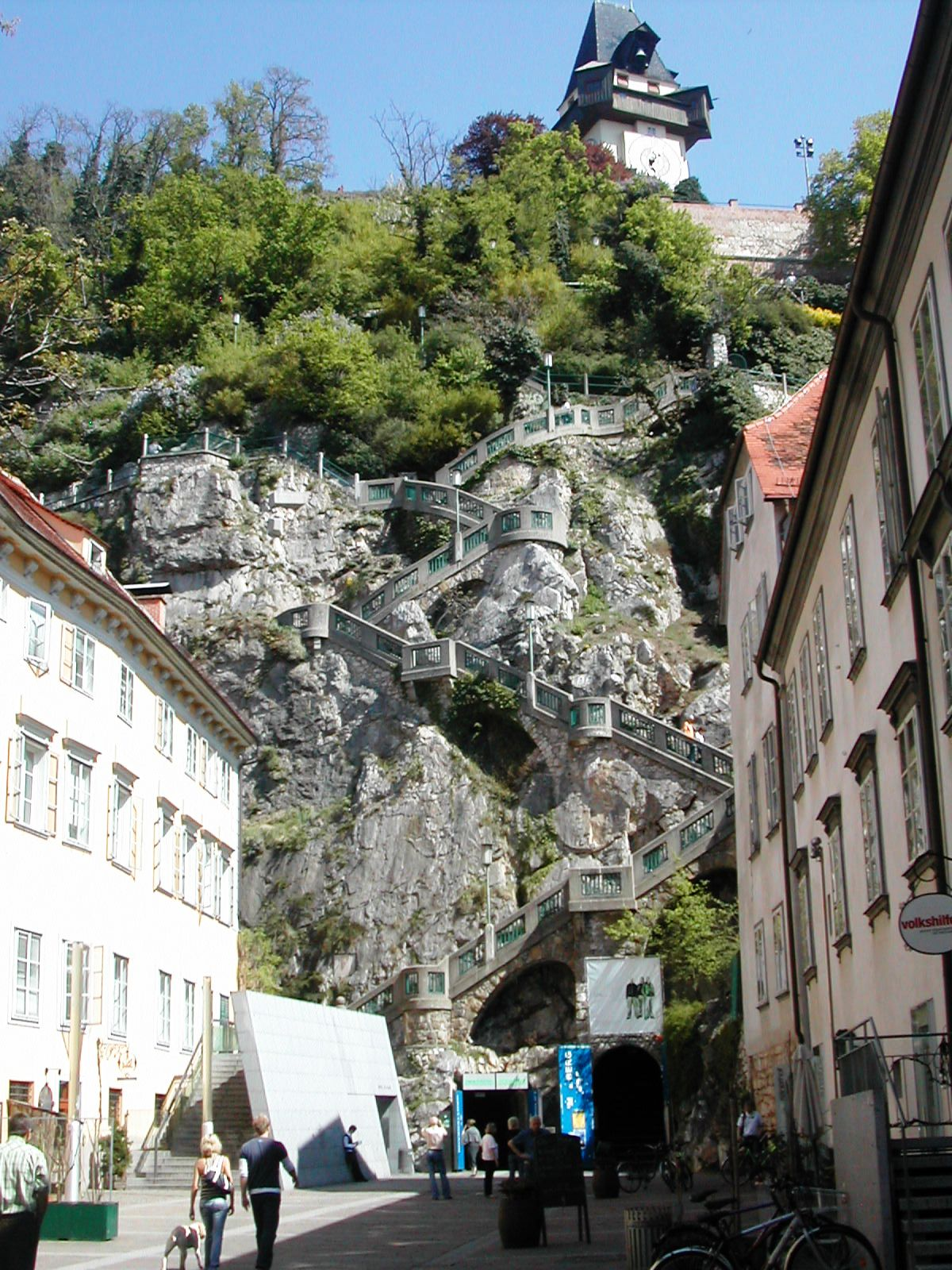
Kriegssteig und Schloßbergplatz
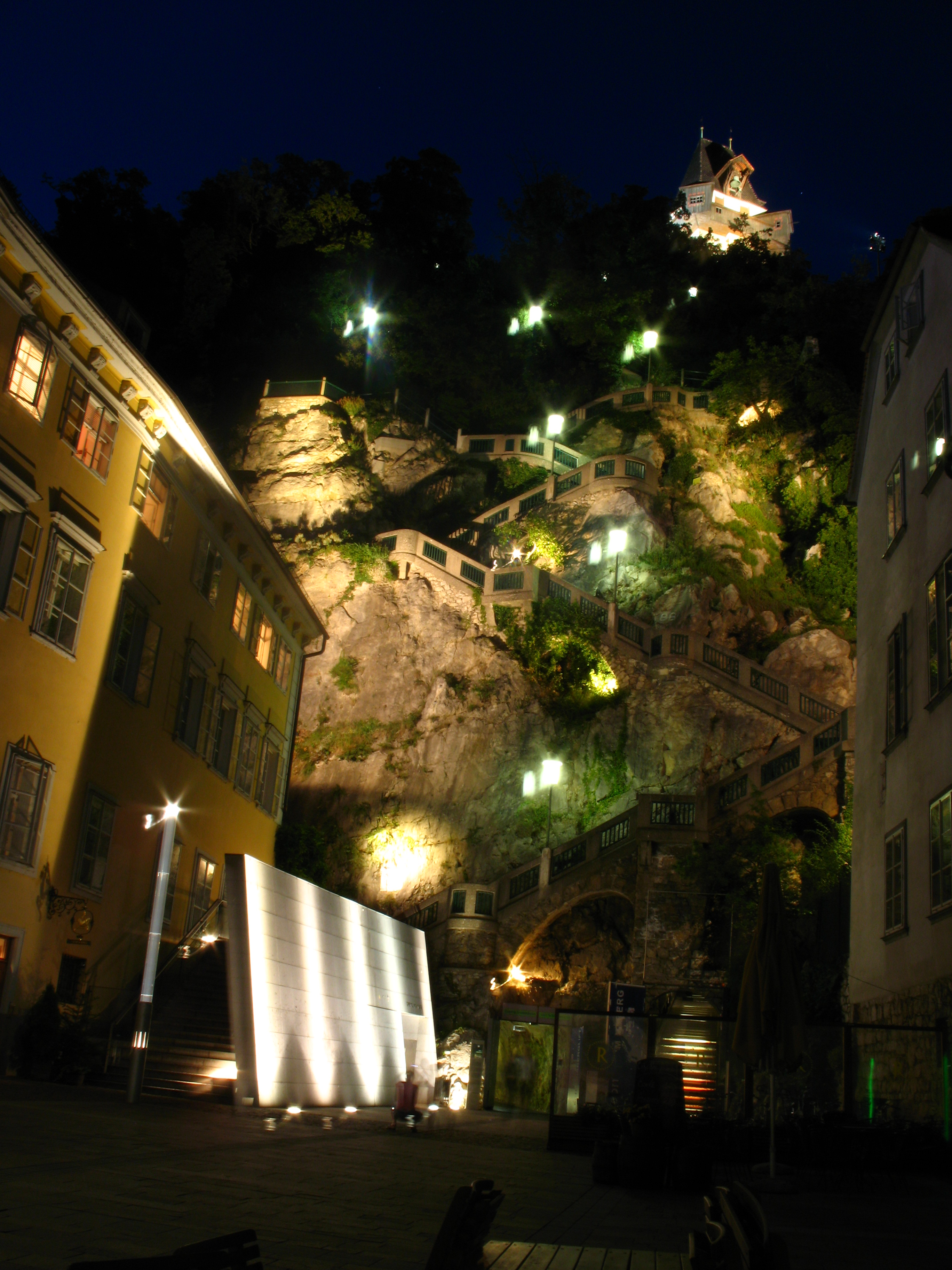
Scările de acces şi Paţa Schloßberg
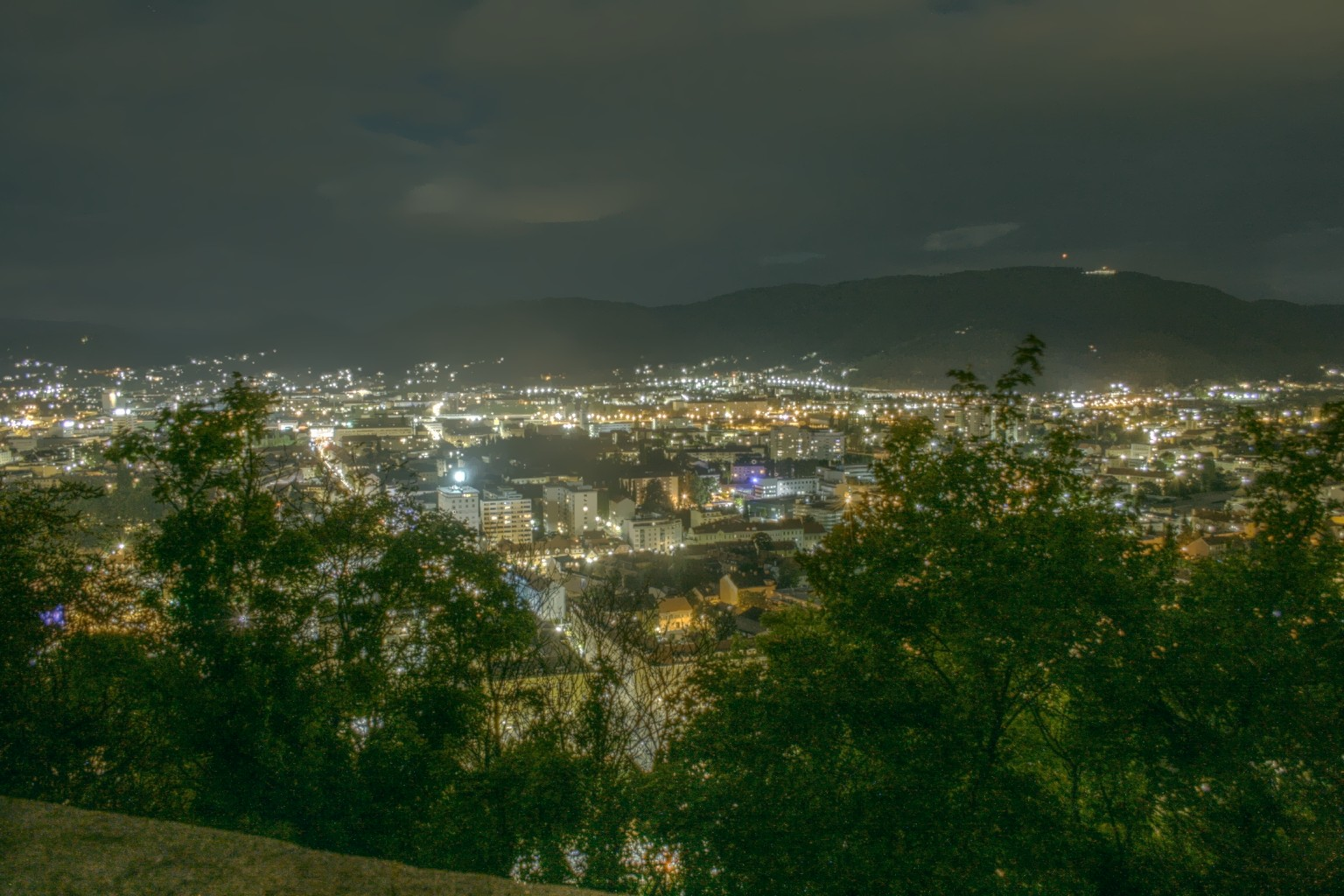
Vedere spre vest
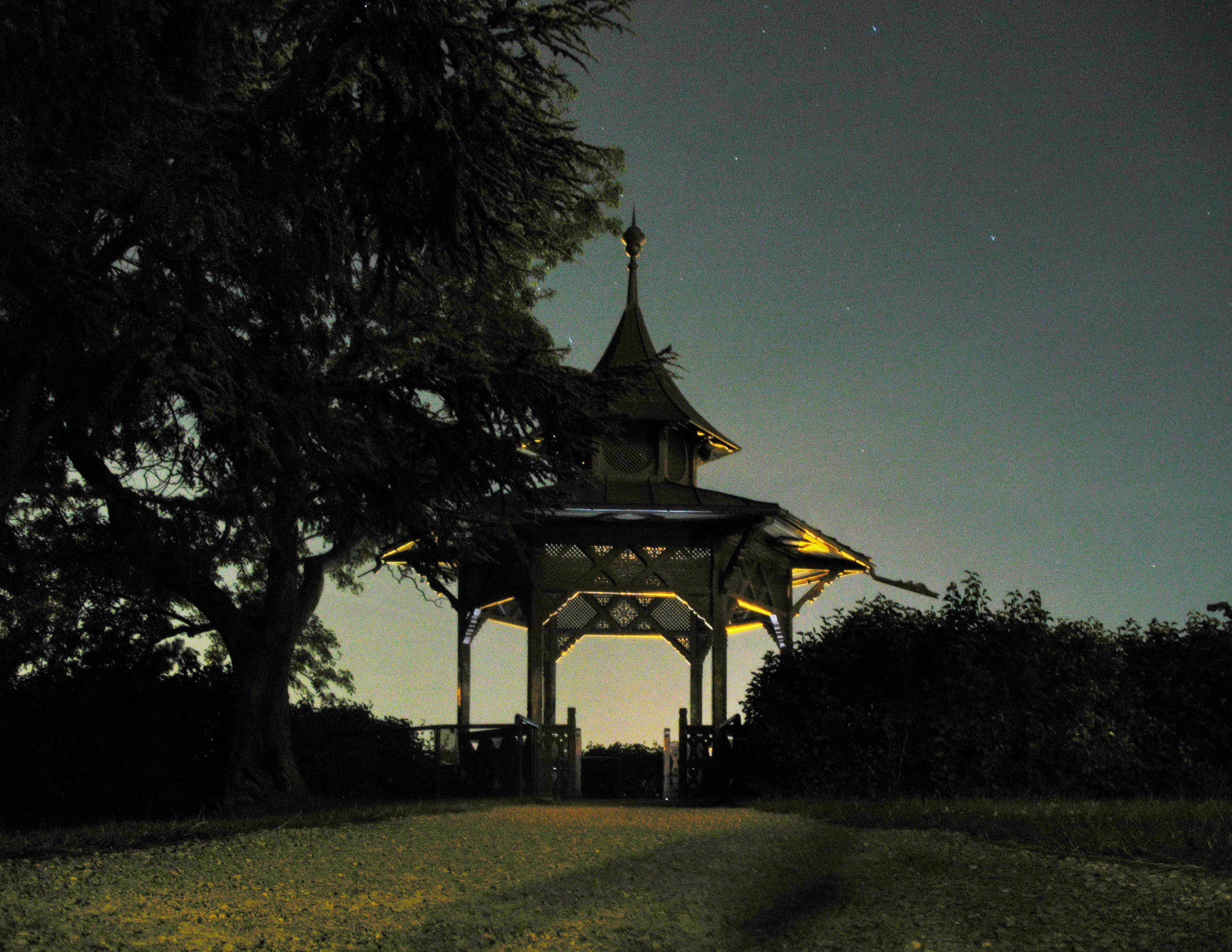
Pavilionul chinezesc, noaptea
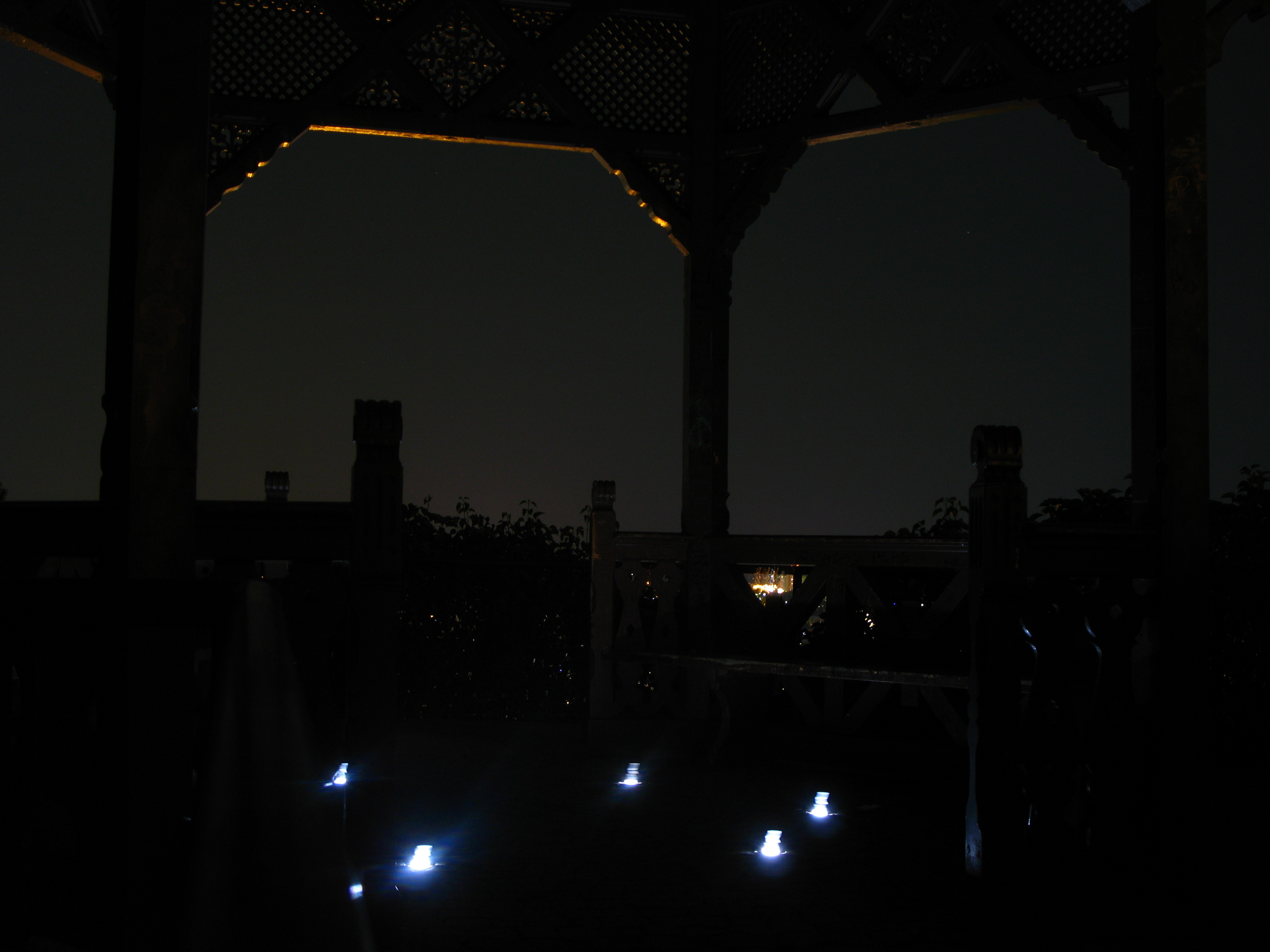
Pavilionul chinezesc, noaptea
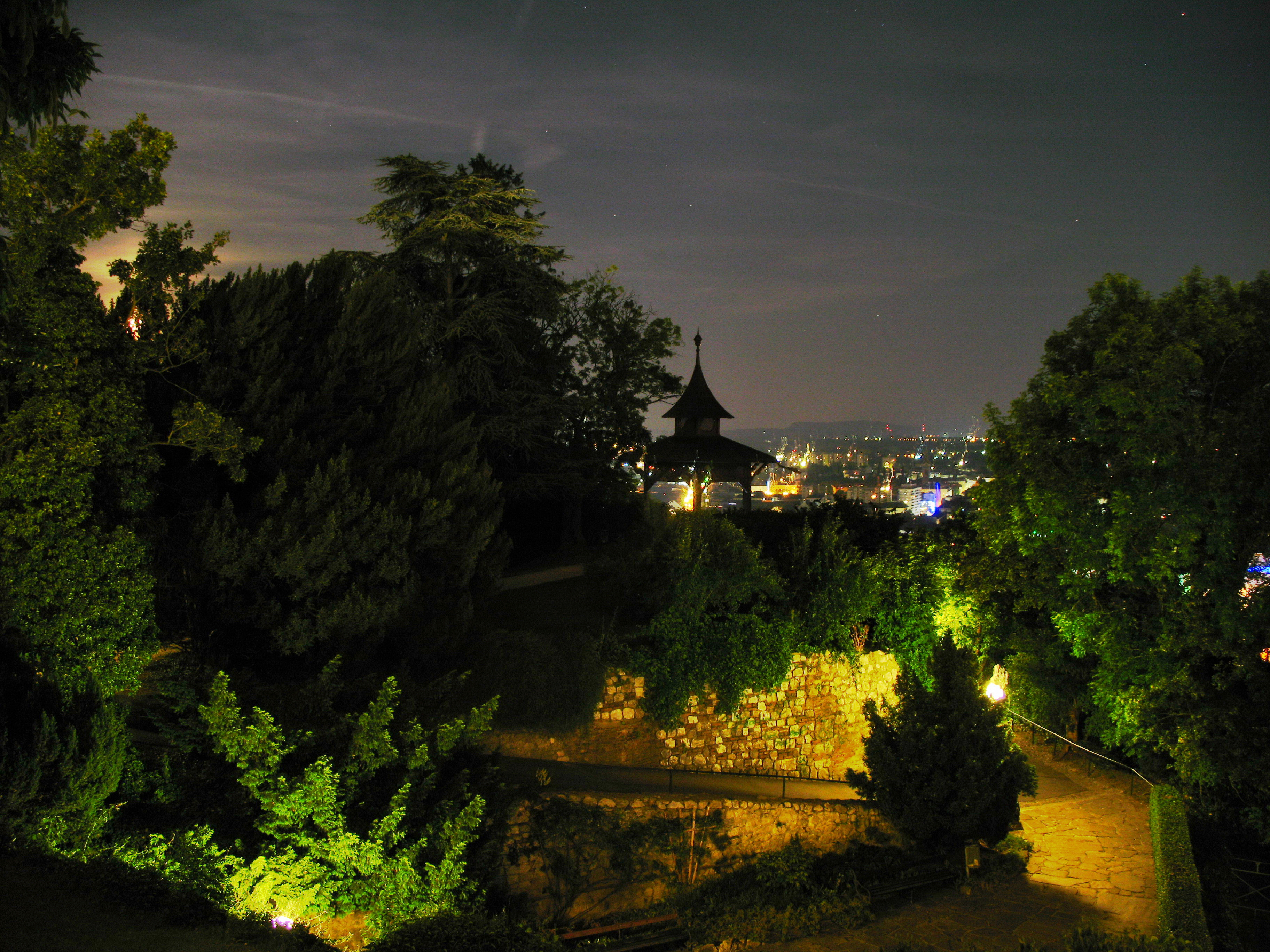
Pavilionul chinezesc, noaptea
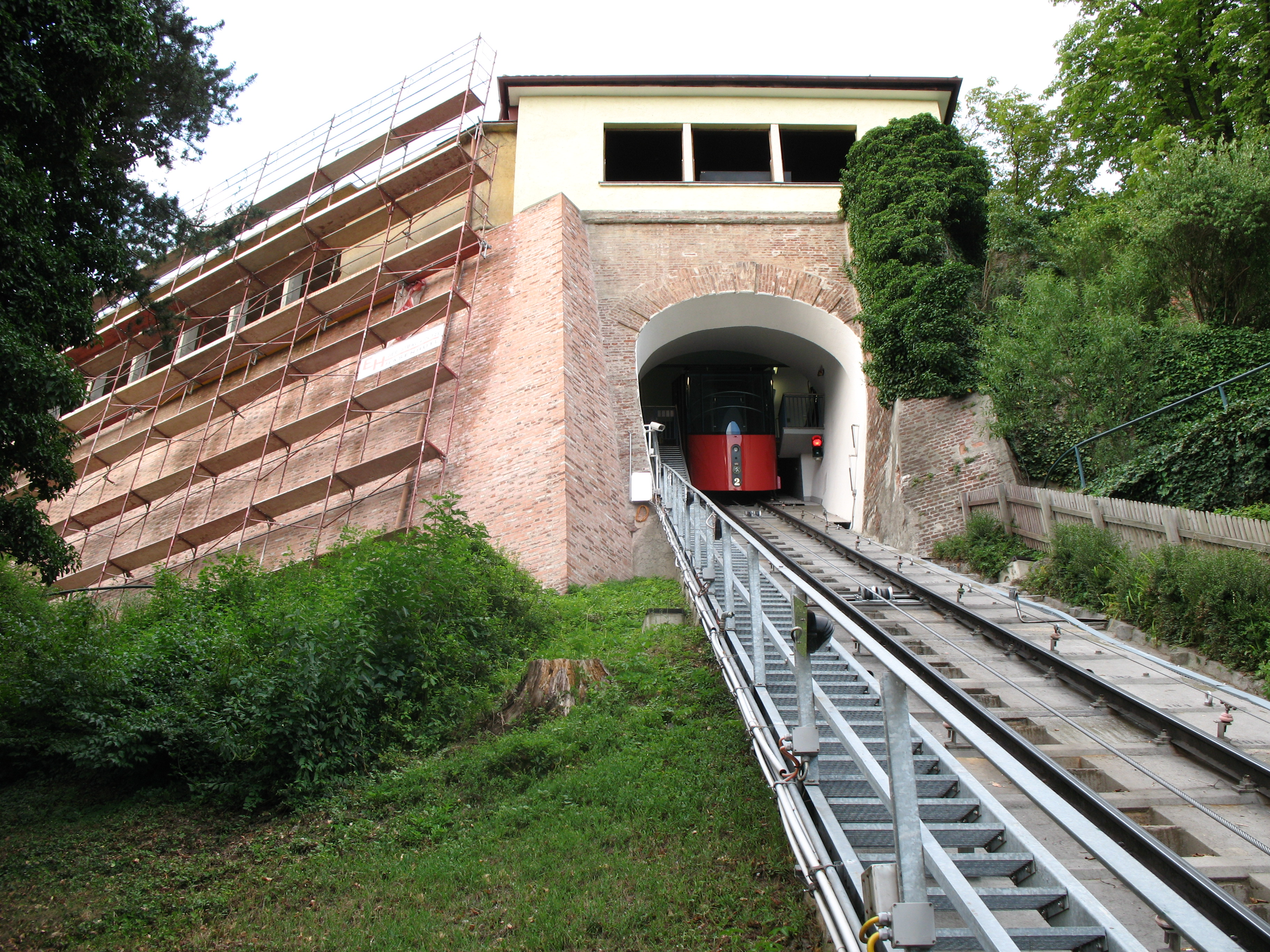
Trenul care urcă pe Schlossberg
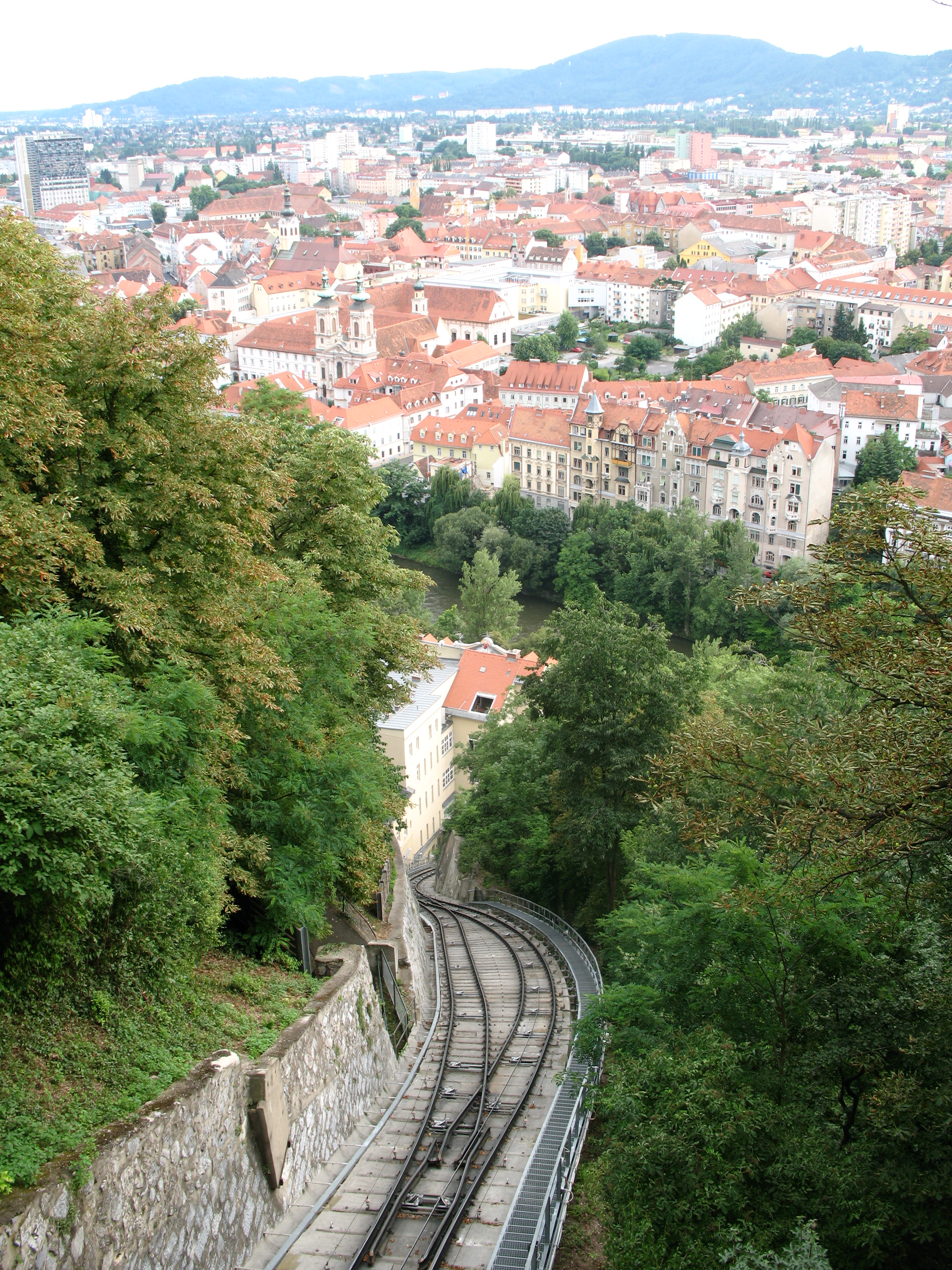
Trenul care urcă pe Schlossberg
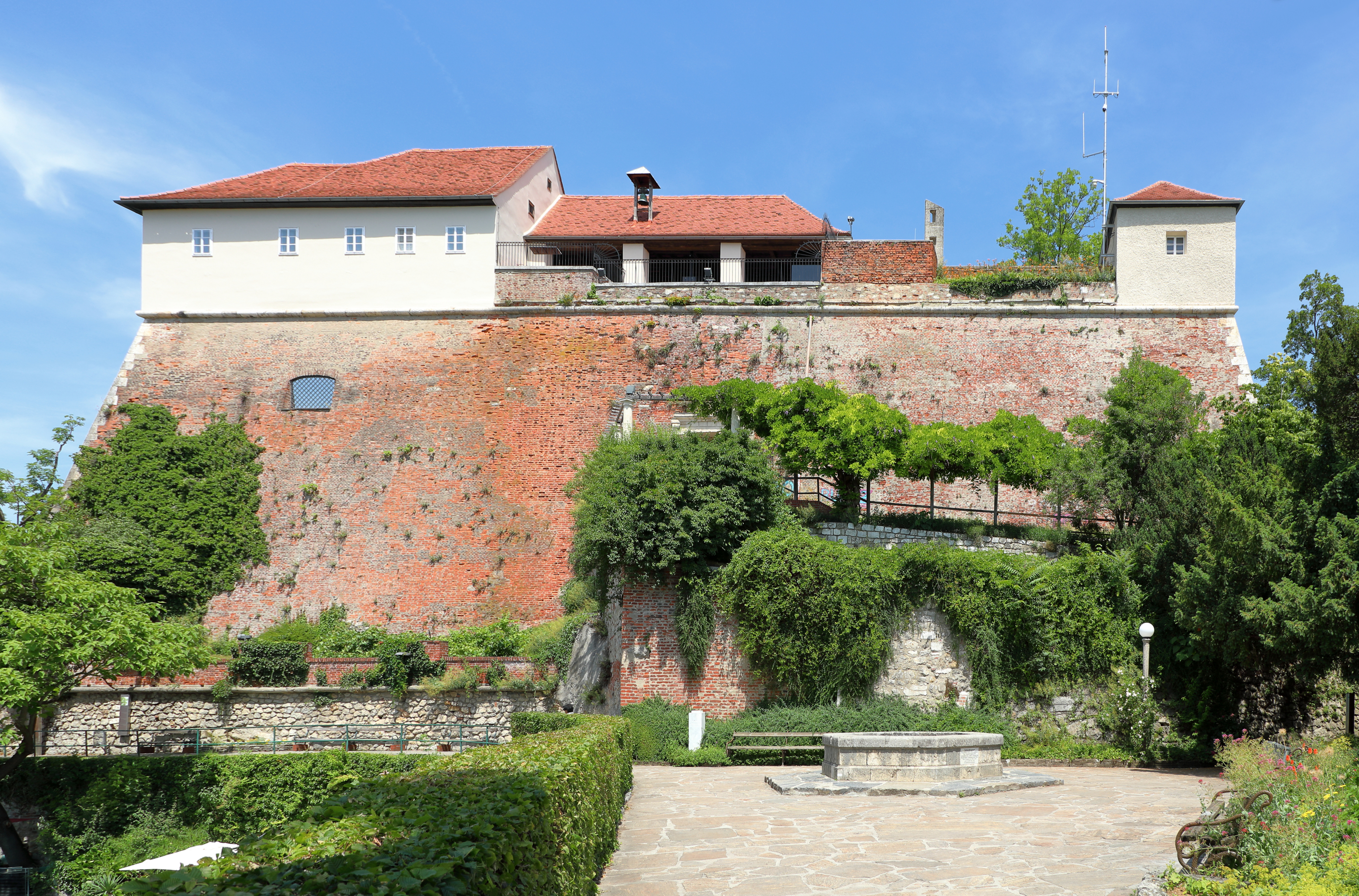
Stallbastei
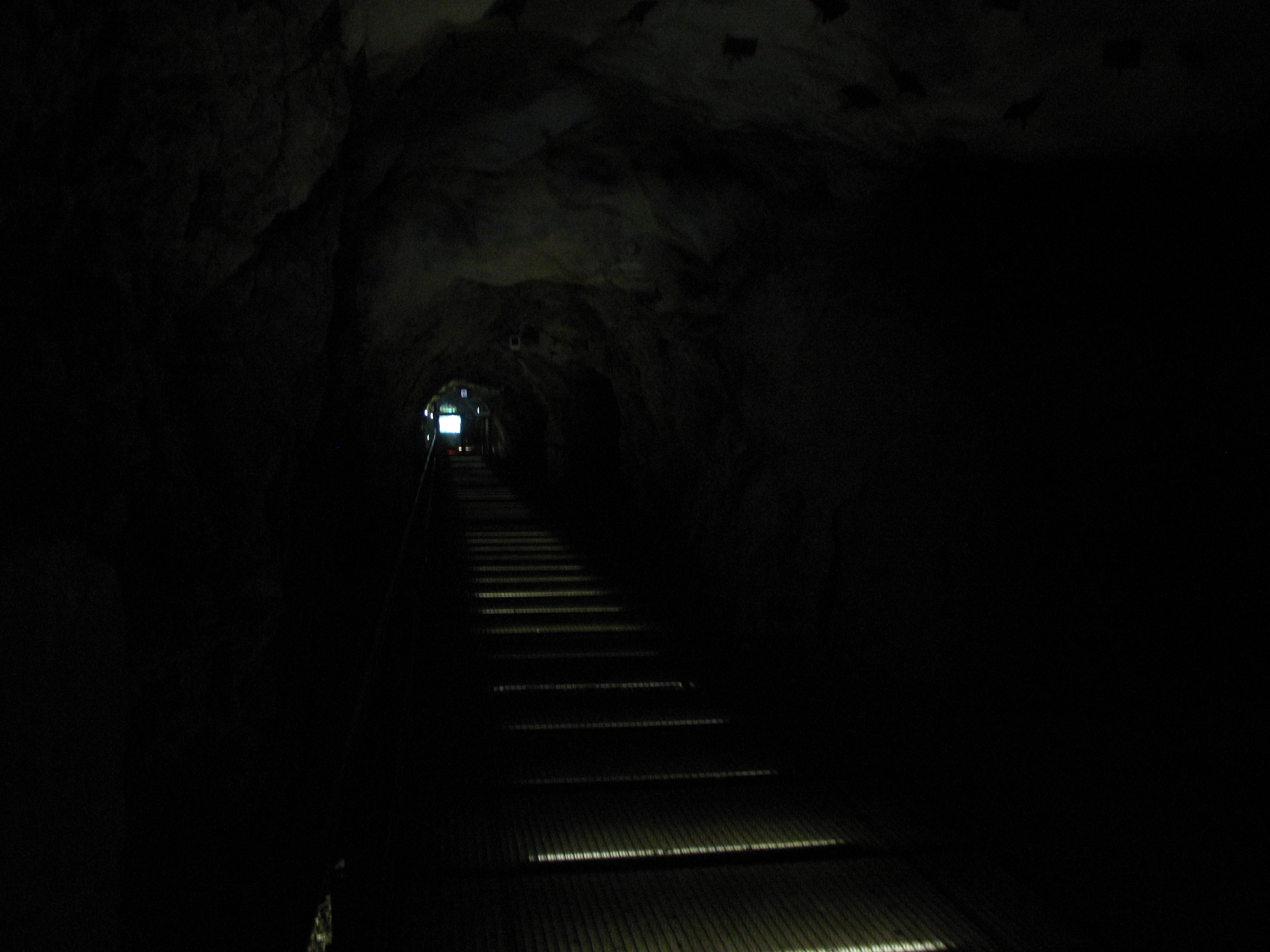
Gang săpat în Schloßberg (către Domul din stâncă)
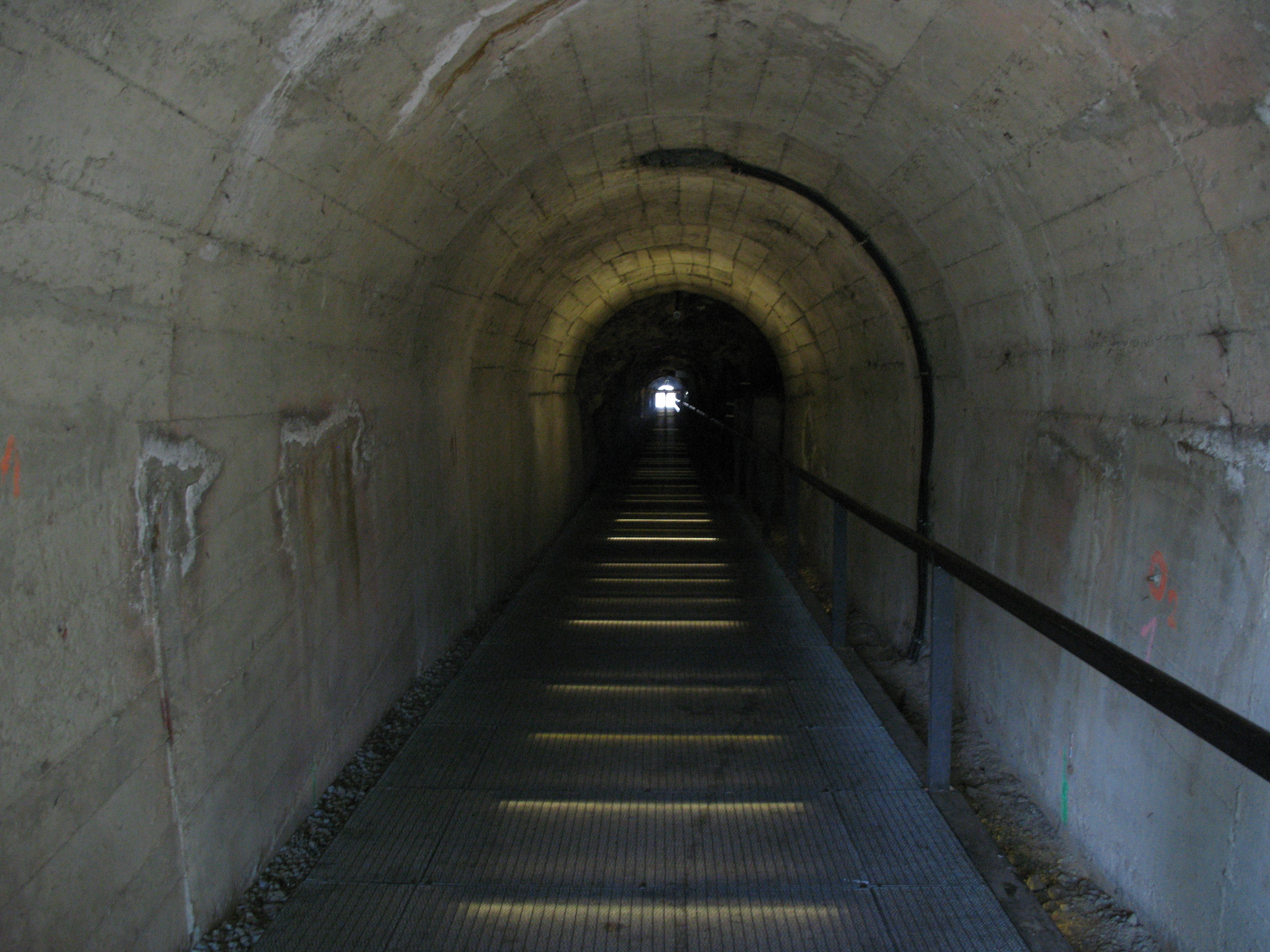
Gang săpat în Schloßberg (către Domul din stâncă)